# Kawauchi (Fukushima)
Kawauchi (jap. 川内村, -mura) ist eine Dorfgemeinde im Landkreis Futaba in der japanischen Präfektur Fukushima.

## Geografie
Kawauchi liegt zentral im Abukuma-Hochland und befindet sich zum großen Teil auf 500 bis 600 Meter Höhe. Da das Hochland hauptsächlich von Wäldern geprägt ist, ist das Gemeindegebiet trotz seiner Größe nur schwach besiedelt. Die Bevölkerung konzentriert sich hauptsächlich in den Flussniederungen vor allem entlang des Kido-gawa (木戸川) und seiner Quellflüsse. Die Gemeinde besteht aus den zwei Ortsteilen Kamikawauchi (上川内, dt. „Ober-Kawauchi“) und Shimokawauchi (下川内, dt. „Unter-Kawauchi“) in einem nördlichen bzw. südlichen Tal des Kido-gawa.
Die höchste Erhebung, auch des Abukuma-Hochlandes, ist der Ōtakine-yama (大滝根山) mit 1192,5 m auf der Grenze zu Tamura.
Umgeben ist Kawauchi im Uhrzeigersinn von Ōkuma, Tomioka, Naraha, Iwaki und Tamura.

## Geschichte
Die Gemeinde Kawauchi entstand im Zuge der landesweiten Reorganisation des Gemeindewesens am 1. April 1889 aus der administrativen Zusammenlegung der Dörfer Kamikawauchi und Shimokawauchi im damaligen Landkreis Naraha (楢葉郡, -gun). Dieser Landkreis wurde am 1. April 1896 mit dem Landkreis Shineha (標葉郡, -gun) zum Landkreis Futaba (双葉郡, -gun), wörtlich: „zwei ha (葉)“, zusammengelegt.

### Tōhoku-Natur- und Nuklearkatastrophe 2011
Das Dorf Kawauchi entging am 11. März 2011 mit seiner Lage in den Bergen sowohl großen Schäden durch das Tōhoku-Erdbeben 2011, als auch dem von dem Erdbeben ausgelösten Tsunami, doch war das Dorf aufgrund seiner Nähe zum 20 km westlich liegenden, havarierten Kernkraftwerk Fukushima Daiichi stark durch die Nuklearkatastrophe von Fukushima betroffen, weshalb die gesamte Dorfbevölkerung in nahe gelegene Evakuierungszentren umgesiedelt wurde.

#### Schäden und Opfer
Beim Tōhoku-Erdbeben vom 11. März 2011 wurden acht Wohngebäude völlig und 568 teilweise zerstört. Die Gemeinde, für die bei der Volkszählung von 2010 eine Bevölkerung von 2.820 angegeben worden war, entging aufgrund ihrer Lage in den Bergen schweren Schäden durch das Erdbeben und den folgenden Tsunami.
Die Brand- und Katastrophenschutzbehörde (Fire and Disaster Management Agency, FDMA) meldete bis zu ihrem 146. Schadensbericht vom 28. September 2012 27 Tote für Kawauchi als Folge der Tōhoku-Katastrophe von 2011, erhöhte ihre Angabe dann in ihrem 147. Schadensbericht vom 26. März 2013 auf 49 Tote und bis zum 158. Schadensbericht vom 7. September 2018 auf 99 Tote.

#### Evakuierung
Als Gegenmaßnahme zur Nuklearkatastrophe wurde ein Sperrgebiet um das Kernkraftwerk Fukushima Daiichi in einem Umkreis von 20 km ausgewiesen. Es gab jedoch auch jenseits dieses 20-km-Radius viele andere Standorte mit hohen Strahlungswerten, da radioaktive Partikel über den Wind aus dem havarierten Kraftwerk fortgetragen wurden. Zu diesen Orten zählte Kawauchi sowie 10 weitere Dörfer und Städte, darunter Minamisōma, Naraha, Tomioka, Ōkuma, Futaba, Namie, Katsurao, Iitate, Tamura und Kawamata. Diese Regionen wurden entsprechend ihrer radioaktiven Belastung nach der Erlassung der Evakuierungsanordnungen vom 7. Mai 2013 in folgende vier verschiedene Kategorien eingeteilt: Gebiete mit einer Strahlenbelastung von weniger als 20 mSv pro Jahr, die von der Regierung als Schwellenwert für eine dauerhafte Rückkehr behandelt wurde, bildeten die Area 1. Gebiete dieser Area 1 konnten die Einwohner nach eigenem Ermessen und ohne Einsatz von Schutzausrüstung betreten mit der einzigen Einschränkung, dass sie dort nicht übernachten durften. Diese Gebiete waren bereit für eine Aufhebung des Evakuierungsbefehls. In Gebieten mit einer Strahlenbelastung zwischen 20 und 50 mSv pro Jahr (Area 2) war den Einwohnern ein dauerhafter Aufenthalt untersagt. Gebiete mit über 50 mSv pro Jahr (Area 3) wurden als langfristig ungeeignet für eine Rückkehr der Einwohner angesehen. Einen Sonderstatus nahm ein viertes Evakuierungsgebiet ein.
Die Gemeinde wurde aufgrund ihrer Nähe von 20 km zum Kernkraftwerk Fukushima Daiichi durch die am 16. März 2011 von der Regierung obligatorisch angeordnete Evakuierung in ein Sperrzone und einen auf eine Evakuierung vorbereiteten Bereich zweigeteilt.

##### Sperrzone
Der Ostteil des Gemeindegebietes liegt innerhalb der 20-km-Sperrzone, so dass 350 Menschen gezwungen waren, diesen Bereich zu verlassen. Im April 2012 wurde der aufgrund der drohenden Strahlenbelastung am 16. März 2011 verhängte Evakuierungsbefehl für das Dorf Kawauchi von der Regierung wieder aufgehoben und die Rückkehr in das Dorf erlaubt: Das nordwestliche und südwestliche Gebiet der 20-km-Zone in Kawauchi, aus denen 276 Evakuierte aus 134 Haushalten stammten, wurden am 1. April 2012 der Area 1 zugewiesen („Areas to which evacuation orders are ready to be lifted“), während das zentral-östliche Gebiet der 20-km-Zone in Kawauchi, aus dem 58 Evakuierte aus 18 Haushalten stammten, der Area 2 zugewiesen wurde („Areas in which the residents are not permitted to live“). Für den Teil Kawauchis, der zur Area 1 gehörte, wurde die Aufhebung der Evakuierungsanweisung für den 1. Oktober 2014 bestimmt. An Einwohnern, die übergangsweise zwischen August 2013 und Januar 2014 nach Hause zurückgekehrt waren, war die kumulative Jahresdosis der Strahlenbelastung in den Gebieten, wo die Evakuierungsanordnung aufgehoben werden sollte, gemessen worden.

##### Evacuation Prepared Area
Die am stärksten besiedelten Bereiche liegen innerhalb der 20–30-km-Zone, für die die Evakuierung empfohlen wurde. Die Gemeindeverwaltung und Teile der Bevölkerung evakuierten nach Kōriyama und kamen dort im Veranstaltungszentrum Big Palette Abukuma unter. Insgesamt zog die gesamte Bevölkerung des Dorfes Kawauchi in nahegelegene Evakuierungszentren wie in der Stadt Kōriyama um. Ende September 2011 zog die Regierung die Evakuierungsempfehlung für diese Zone zurück. Die Rückkehr der Einwohner nach Kawauchi war zunächst bis März 2012 vorgesehen worden.

#### Wiederaufbau und Rückkehrer
Die Nuklearkatastrophe traf das Dorf Kawauchi in vielerlei Hinsicht. Die Veränderungen in der demographischen Entwicklung der Bevölkerung, die andauernde Verhängung der Evakuierungsgebiete und die Schließung von Unternehmen führten zu einem Rückgang der kommunalen Ressourcen. Wichtige Teile des Dorfes, darunter Handels- und Wohlfahrtseinrichtungen, Gesundheitseinrichtungen und Schulen, waren auf das benachbarte Kernkraftwerk in dem angrenzenden Gebiet der Stadt Tomioka angewiesen, das vollständig in der 20-km-Sperrzone lag. Als diese Gebiete gesperrt wurden, gab es keinen oder kaum Ersatz für sie. Infolgedessen kehrten jüngere Dorfbewohner nicht nach Kawauchi zurück, was zu einem demographischen Zusammenbruch führte. Nachdem die Regierung die Rückkehr in das Dorf im April 2012 erlaubte, waren bis April 2013 lediglich 26 % der ehemaligen Einwohner unter 50 Jahren in das Dorf zurückgekehrt, während 58 % der zurückgekehrten Dorfbewohner 50 Jahre oder älter waren. Mit Stand von April 2013 waren 1.299 (46,1 %) der ursprünglich 2.816 Dorfbewohner, zurückgekehrt, wobei über 70 % der Rückkehrer älter als 50 Jahre waren. Insbesondere Eltern im erwerbsfähigen Alter und ihre Kinder kehrten nicht zurück, was neben der rapiden Alterung des Dorfes auch die Trennung der Familien und die daraus resultierende Verringerung der kommunalen Unterstützung mit sich brachte. 2012, konnten die Bewohner zudem das Land 2012 nicht bewirtschaften, seit 2013 aber wieder mit dem Reisanbau beginnen.
Als am 1. Oktober 2014 im vorher der Area 1 zugewiesene Teil des Dorfes Kawauchi die Evakuierungsanordnung aufgehoben wurde, galten für Kawauchi die Fortschritte bei der allgemeinen Wiederherstellung der notwendigen Infrastruktur und öffentlichen Dienstleistungen für das tägliche Leben sowie die Dekontaminierung der betroffenen Evakuierungsgebiete als ausreichend. Die Umgebungsstrahlungsdosis war niedriger als die der umliegenden Gemeinden, und ab 2012 lag die durchschnittliche Expositionsdosis unter den Bewohnern unter 1 Millisievert pro Jahr. Es wurde berichtet, dass Diabetes nach dem Erdbeben mit der Alterung der Bevölkerung zunahm.

## Verkehr
Die wichtigste Fernstraße von Kawauchi ist die Nationalstraße 399 nach Iwaki oder Nan’yō. Es besteht keine Verbindung an das Schienennetz.

## Bildung
In Kawauchi befindet sich die Grundschule Kawauchi (川内村立川内小学校, Kawauchi-sonritsu Kawauchi shōgakkō) und die Mittelschule Kawauchi (川内村立川内中学校, Kawauchi-sonritsu Kawauchi chūgakkō). Zudem gibt es trotz der geringen Bevölkerungsanzahl zwei Oberschulen: die präfekturale Oberschule Tomioka, Kawauchi (福島県立富岡高等学校川内校, Fukushima-kenritsu Tomioka kōtō gakkō Kawauchi-kō) als Zweig der Oberschule Tomioka sowie die private Daichi-Gakuen-Oberschule (大智学園高等学校, Daichi gakuen kōtō gakkō).

## Söhne und Töchter
- Nakagawa Gorōji (1768–1848), Mediziner